# Ushas Mons
Ushas Mons es un volcán ubicado en el planeta Venus a 24,3°S y 324,6°E , en el norte de Dione Regio. Con 413  km de ancho en la base, se eleva unos 2.000 m sobre las llanuras circundantes.

## Geografía y geología
Ushas Mons se encuentra al sur de Navka Planitia y Vasilisa Regio, al oeste de Alpha Regio, al este de Phoebe Regio y al noroeste de Lavinia Planitia.
Las imágenes de radar muestran un sistema de fracturas norte-sur que afectan a los flujos de lava, una configuración bastante común en Venus, lo que indica que se trataría de un vulcanismo de punto caliente, resultante del ascenso de una pluma del manto (diapiro). Es la principal forma de vulcanismo en Venus en ausencia de placas tectónicas.